# 千葉県道218号蘇我停車場線
千葉県道218号蘇我停車場線（ちばけんどう218ごう そがていしゃじょうせん）は、千葉県千葉市中央区にある京葉線・内房線・外房線の蘇我駅と国道357号交点を結ぶ一般県道。

## 概要
- 起点：千葉市中央区今井（京葉線・内房線・外房線蘇我駅）
- 終点：千葉市中央区今井（蘇我駅西側、国道357号交点）
- Googleマップ

## 交差・接続する道路
- 国道357号（終点）